# ضفدع طفلي أماوي
ضفدع طفلي أماوي (الاسم العلمي: Paedophryne amauensis)، هو نوع من الضفادع الدقيقة المتوطنة في شرق بابوا غينيا الجديدة. يبلغ طوله 7.7 مم (0.30 بوصة) من الخطم إلى الفتحة (الشرج)، ويعتبر أصغر الفقاريات المعروفة في العالم.
أُدرج هذا النوع في قائمة أفضل 10 أنواع جديدة لعام 2013 من قبل المعهد الدولي لاستكشاف الأنواع، تقديرًا لعلميات الكشوفات التي أُجريت خلال عام 2012. سُمي النوع على قرية أماو التي أكتشف فيها في بابوا غينيا الجديدة.